# Plectranthus salvioides
Plectranthus salvioides là một loài thực vật có hoa trong họ Hoa môi. Loài này được (B.Heyne ex Roth) Benth. miêu tả khoa học đầu tiên năm 1832.